# 卡斯特盧 (聖埃斯皮里圖州)
20°36′14″S 41°11′06″W / 20.60389°S 41.18500°W

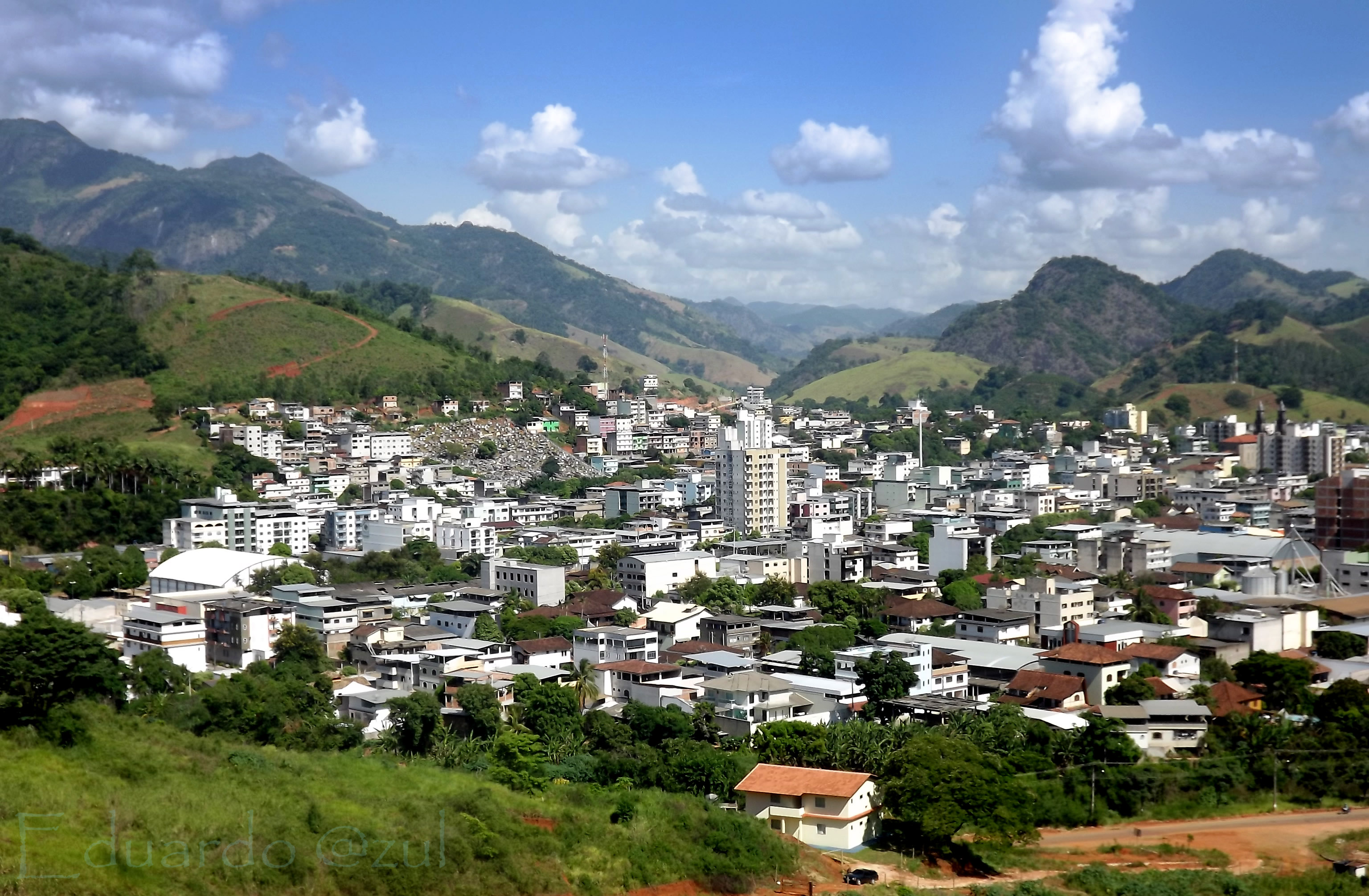
卡斯特盧

卡斯特盧（葡萄牙語：Castelo），是巴西的城鎮，位於該國東南部，由聖埃斯皮里圖州負責管轄，始建於1928年12月25日，面積669平方公里，海拔高度100米，2010年人口34,826，人口密度每平方公里52.06人。